# Mary Boleyn

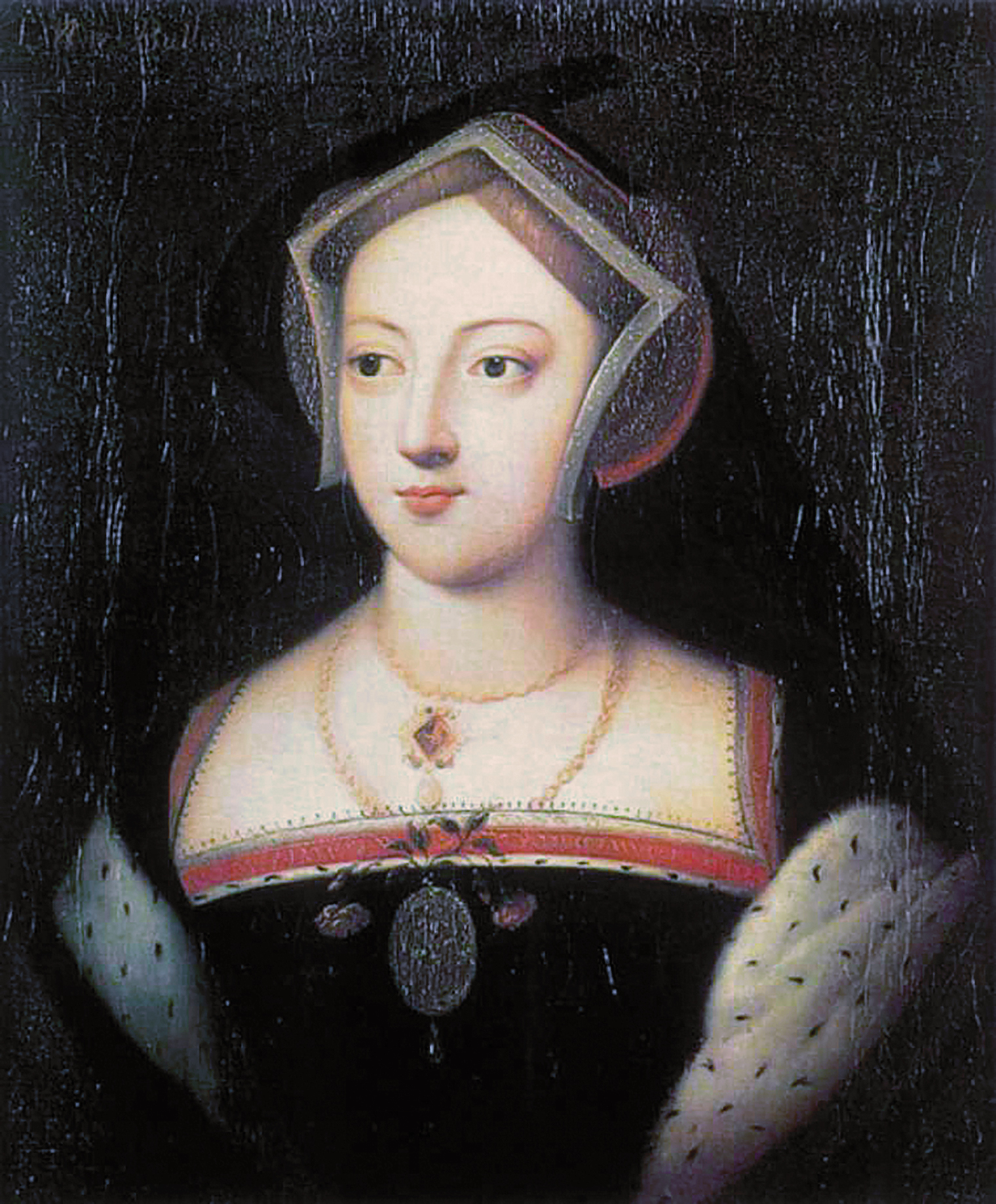
Mögliches Bildnis von Mary Boleyn

Mary Boleyn  (* 1499/1500 in Blickling Hall, Norfolk; † 30. Juli 1543 in Essex) war eine englische Hofdame und Schwester der englischen Königin Anne Boleyn und des George Boleyn. Während eines nicht genau bekannten Zeitraums zwischen 1520 und 1525 war sie die Geliebte von König Heinrich VIII. von England, bevor er sich ihrer Schwester zuwandte. Sie diente sowohl Mary Tudor als auch deren Schwägerin Katharina von Aragón als Hofdame, fiel aber unter ihrer Schwester Anne Boleyn aufgrund einer heimlichen Heirat in Ungnade und verbrachte den Rest ihres Lebens fern vom Hofe.

## Leben

### Herkunft
Mary wurde in Blickling Hall in Norfolk um die Jahre 1499 und 1500 als Tochter von Lady Elizabeth Boleyn (geborene Howard) und Thomas Boleyn geboren. Über ihre Mutter war sie eine Enkelin des Thomas Howard, 2. Duke of Norfolk. Historiker gehen davon aus, dass sie älter war als ihre Schwester Anne. Als Beleg dafür wird eine Petition ihres Enkels George Carey, 2. Baron Hunsdon betrachtet, der am 6. Oktober 1597 an William Cecil, 1. Baron Burghley schrieb und Anspruch auf die Würde des Earls of Ormond erhob. Diesen Titel hatte sein Urgroßvater Thomas Boleyn innegehabt und Careys Anspruch begründete sich darauf, dass „meine Großmutter die älteste Tochter und einzige Erbin war“. Anne Boleyn bezeichnete er als die jüngste Tochter. Da Königin Elisabeth I. Anne Boleyns Tochter war und das Parlament ihr kurz nach ihrer Thronbesteigung alle konfiszierten Besitztümer ihrer Mutter zugesprochen hatte, hätte sie theoretisch einen höheren Anspruch auf die Earlswürde gehabt, wenn ihre Mutter die ältere Tochter gewesen wäre. Allerdings reichte Carey seine Petition niemals ein, weshalb die Frage nach der ältesten Tochter nicht eindeutig beantwortet werden kann.

### Leben als Hofdame und erste Ehe

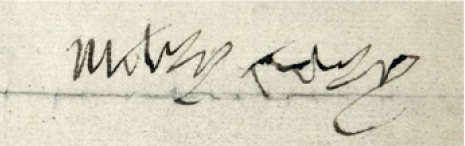
Mary Boleyns Unterschrift als „Mary Carey“

Über Mary Boleyns Jugend ist nicht viel bekannt. 1514 gehörte sie zum Gefolge von Mary Tudor, der Schwester Heinrichs VIII., als diese König Ludwig XII. von Frankreich heiratete. Als die anderen englischen Hofdamen zurückgeschickt wurden, durfte sie aufgrund der guten Beziehungen ihres Vaters als einzige bleiben. Als die Königin nach dem Tod ihres Mannes Frankreich verließ, wurde Mary in den Hof von Franz I. übernommen. Möglicherweise wurde sie damals die Geliebte von Franz I., wofür es aber keine eindeutigen Beweise mehr gibt. Allerdings wird seit dem 16. Jahrhundert wiederholt von Historikern behauptet, dass Anne Boleyn nach einer kompromittierenden Situation in den Haushalt von Franz’ Mundschenk Philippe du Moulin in Brie-sous-Forges aufgenommen wurde und bis ca. 1520 dort blieb. Da in mehreren historischen Berichten Anne und Mary Boleyn verwechselt wurden und Anne zu dieser Zeit nachweislich der Königin Claude am französischen Hof diente, war es möglicherweise Mary, die nach einem Zwischenfall bei du Moulin lebte.
Kurz nach ihrer Rückkehr nach England heiratete sie am 4. Februar 1520 William Carey, einen aufsteigenden Höfling und Gentleman der Privy Chamber, eine privilegierte Position, in der er unbegrenzten Zutritt zum König hatte. Bei ihrer Hochzeit war auch Heinrich VIII. anwesend. Die beiden Eheleute bezogen Gemächer bei Hofe. Mit hoher Wahrscheinlichkeit waren Mary und ihr Ehemann beim Treffen des Camp du Drap d’Or in Frankreich dabei. Um 1522 herum nahm sie gemeinsam mit ihrer nach England zurückgekehrten Schwester Anne, ihrer zukünftigen Schwägerin Jane Parker, der Gräfin von Devon Gertrude Courtenay und Heinrichs Schwester Mary Tudor an dem Maskenspiel Angriff auf Château Vert teil, in dem sie die Tugend Freundlichkeit verkörperte. Auch erhielt ihr Ehemann in dieser Zeit mehrere Ämter und Ländereien, was möglicherweise auf die beginnende Affäre Marys mit Heinrich hinweist.
Es war für die damalige Zeit ungewöhnlich, dass die Affäre nach Marys Hochzeit stattfand und nicht davor. Eine Theorie ist, dass Heinrich es vermeiden wollte, Bastarde als seine Kinder anerkennen zu müssen, da er auf einen legitimen Sohn hoffte und in Henry Fitzroy bereits einen illegitimen Sohn hatte. Um 1523 taufte der König eins seiner Schiffe auf den Namen Mary Boleyn. Ungefähr in dieser Zeit wurde Marys Tochter Catherine Carey geboren, weshalb sie mitunter für Heinrichs Tochter gehalten wurde.

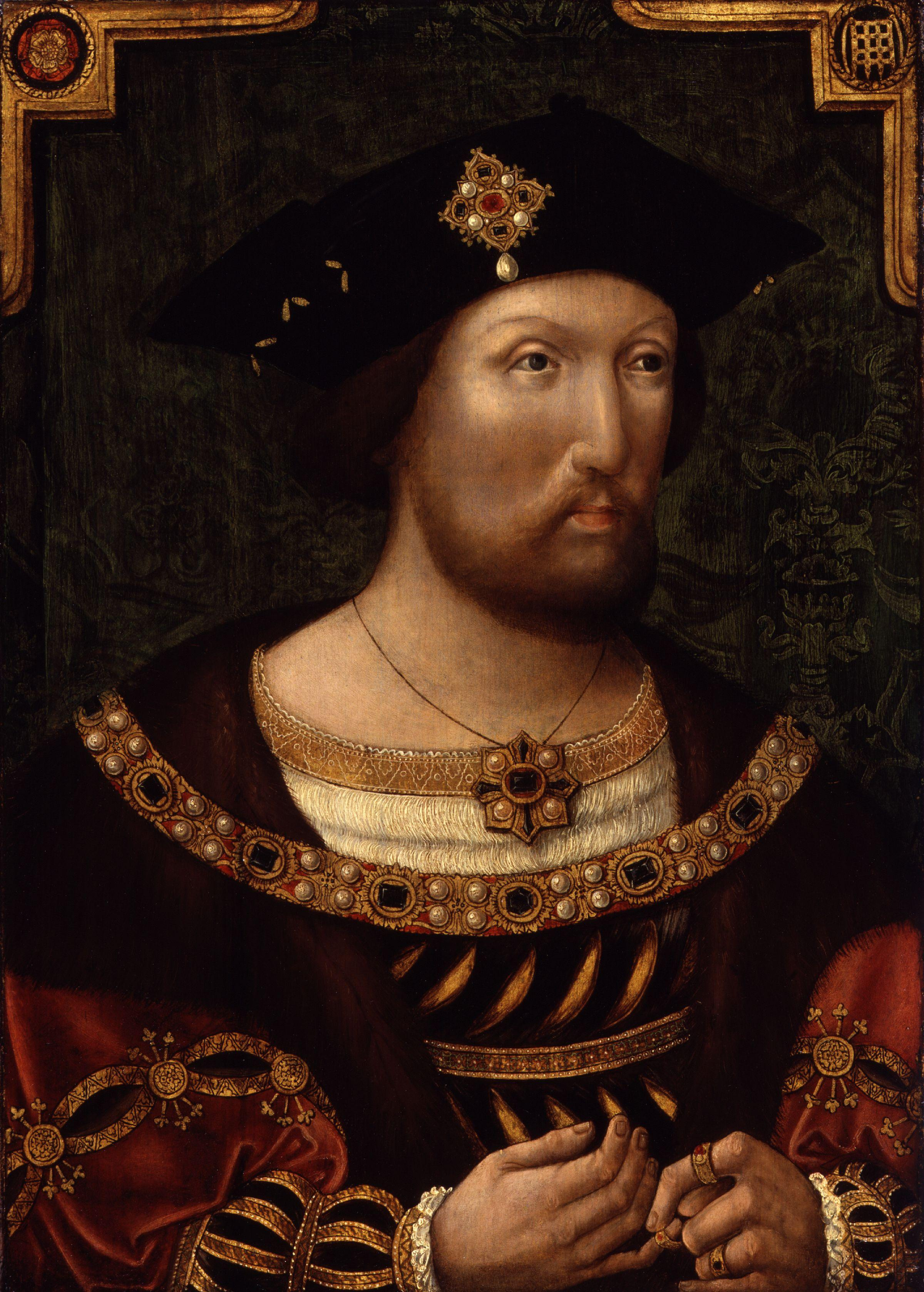
König Heinrich VIII. um ca. 1523

Alles in allem verlief die Affäre mit Mary Boleyn sehr diskret und endete vermutlich um 1525, vor der Geburt von Marys Sohn Henry Carey im Jahr 1526. Der König selbst erwähnte die Liebschaft nur zweimal. Im Jahr 1528 beantragte er eine päpstliche Dispens, die ihm gestatten sollte, eine Frau zu heiraten, mit deren Schwester er eine Beziehung gehabt hatte, was nach damaligem Recht verboten war. Auch antwortete er im Jahr 1535, als Gerüchte umgingen, er hätte sowohl mit Annes Schwester als auch mit ihrer Mutter geschlafen: „Nie mit der Mutter.“
Im Jahr 1527 scheint Mary Kontakte zum Kloster von Tynemouth geknüpft zu haben. So berichtet David Knowles, dass Mary einen Schützling in Tynemouth unterbringen wollte und dass sie sich mit dem neuen Prior Thomas Gardiner anfreundete. In A History of Northumberland (zu deutsch: Geschichte Northumberlands) heißt es, dass Mary Gardiner gezielt förderte und ihren Einfluss nutzte, um ihm den Posten des Priors zu verschaffen.
1528 starb William Carey, und der König übertrug Anne die Vormundschaft für ihren zweijährigen Neffen Henry und dessen Erziehung in einem Kloster. Auf diese Weise musste Mary nicht länger für seinen Unterhalt und seine Ausbildung aufkommen. Auch schrieb er Anne, dass Mary „in großen Nöten“ war und dass ihr Vater für sie sorgen sollte. Zusätzlich übertrug er Mary die Leibrente ihres Mannes, die sich auf 100 Pfund pro Jahr belief, ein gesichertes Auskommen in der damaligen Zeit. 1532 begleitete Mary ihre Schwester und Heinrich nach Calais und nahm dort an einer Maskerade teil.

### Zweite Ehe
1534 heiratete Mary heimlich William Stafford, einen entfernten Verwandten des Edward Stafford, 3. Duke of Buckingham. Allerdings war Stafford selbst lediglich Angehöriger der Gentry, ein einfacher Soldat, der u. a. in Calais gedient hatte und somit keinesfalls eine gute Partie für die Schwester der Königin. Als sie von ihm schwanger wurde, kam die heimliche Ehe ans Licht und sie wurde auf Betreiben ihrer Familie vom Hof verbannt. Ihr Vater verweigerte ihr ihre Leibrente und Mary wandte sich hilfesuchend an den Minister Thomas Cromwell, dem sie schrieb:

„Ihre Hoheit ist so verärgert über uns, dass wir, wenn der König uns kein guter Herr ist, seine Strenge mäßigt und für uns eintritt, ihre Gunst niemals zurückgewinnen werden, was zu schwer zu ertragen ist. Da es keine Lösung gibt, bitte helft uns um Gottes Willen, denn wir sind nun ein Vierteljahr verheiratet, wofür ich Gott danke. Doch wenn ich frei wäre zu wählen, versichere ich Euch, Herr Sekretär, dass ich in der kurzen Zeit so viel Ehrlichkeit in ihm [William Stafford] gefunden habe, dass ich lieber mit ihm um mein Brot betteln würde als die größte Königin zu sein, die jemals getauft wurde. Und ich bin mir sicher, dass er genauso über mich denkt, denn ich glaube nicht, dass er mich verlassen würde, um ein König zu sein.“

Eine Antwort Cromwells ist nicht bekannt und Mary kehrte nie an den Hof zurück. Völlig mittellos stand sie dennoch nicht da. Aus einem Brief des neuen Priors von Tynemouth an Cromwell im Jahr 1537 geht hervor, dass das Kloster Mary nach wie vor ihre Leibrente zahlte. Mit dem Argument, dass Mary ihm nun nichts mehr nützte, versuchte der Prior Cromwell zu überzeugen, die Zahlungen einstellen zu dürfen, und versprach ihm dafür seinerseits eine Rente. Seine Bestechungsversuche blieben höchstwahrscheinlich erfolglos, da der königliche Rechnungshof 1539 die Ausgaben der geschlossenen Klöster auflistete. Hier taucht Mary unter der Bezeichnung Lady Mary Carey nach wie vor als Empfängerin der Leibrente auf. Möglicherweise wurde die Zahlung nach der Schließung des Klosters vom königlichen Rechnungshof übernommen. Da der Name Stafford im Februar 1537 als Bediensteter des Arthur Plantagenet, 1. Viscount Lisle gelistet wird und Marys Name zur Zeit von Annes Fall nirgendwo auftaucht, hält Marys Biografin Alison Weir es für möglich, dass die Staffords einige Jahre in Calais lebten.
Als Anne wegen Ehebruchs zum Tode verurteilt wurde, wurde ihre Ehe mit Heinrich annulliert und Tochter Elisabeth zum Bastard erklärt. Dem spanischen Botschafter Eustace Chapuys zufolge war der Grund dafür Heinrichs einstige Beziehung mit Mary, die es ihm verboten habe, Anne zu heiraten. Nach der Hinrichtung ihrer Geschwister Anne und George versöhnte Mary sich möglicherweise wieder mit ihrem Vater, der ihr gestattete, das Haus Rochford Hall in Essex als Wohnsitz zu nutzen. Nach seinem Tod erbte Mary diverse Güter und Herrenhäuser, von denen sie eins, Henden in Kent, 1541 gegen Besitztümer in London und Yorkshire eintauschte. 1542 setzten sie und Stafford eine Übereinkunft auf, nach der sie ihre vier Herrenhäuser in Cambridgeshire Stafford und seinen Erben vermachte.
Ihre Tochter Catherine wurde im Jahr 1539 eine Hofdame der Königin Anna von Kleve, ihr Sohn Henry wurde ab 1545 als Mitglied des königlichen Haushalts aufgeführt. Mary selbst starb am 30. Juli 1543 in Rochford Hall.

## Nachkommen
Aus ihrer Ehe mit William Carey hatte sie zwei Kinder:
- Catherine Carey (1524–1568), Hofdame bei Anna von Kleve, Heinrichs vierter Frau, sie wurde 1540 die Ehefrau von Francis Knollys.
- Henry Carey, 1. Baron Hunsdon (4. März 1526 – 23. Juli 1596)

Beiden Kindern wurde nachgesagt, aus der Affäre von Heinrich und Mary hervorgegangen zu sein.
Obwohl Mary Boleyn von William Stafford schwanger wurde, überlebte keines ihrer gemeinsamen Kinder.

## Mary Boleyn in Literatur und Film
Karen Harper schrieb 1983 den Roman The Last Boleyn, der die Geschichte Mary Boleyns bis zum Tod ihrer Schwester Anne erzählt. Während ihrer Zeit in Frankreich entsteht eine feste Freundschaft zwischen Mary Boleyn und ihrer Herrin Mary Tudor. Die junge Königswitwe versucht Mary zu schützen, dennoch wird das Mädchen die Geliebte des französischen Königs und später Heinrichs VIII. Der einzige, der sie nicht verurteilt und sie immer wieder auf den Boden der Tatsachen holt, ist William Stafford, ein Freund William Careys. Mary Tudors Beispiel, aller Widerstände zum Trotz den Mann zu heiraten, den sie liebt, inspiriert Mary Boleyn später, das Gleiche zu tun und Stafford zu heiraten.
Mit Die Schwester der Königin schrieb Philippa Gregory 2002 einen Bestseller über Mary Boleyn zu Lebzeiten ihrer Schwester Anne. Mary ist hier die jüngere Schwester, die von ihrer Familie benutzt wird, um die Gunst des Königs zu erlangen. Freundlicher und weniger gescheit als ihre Schwester steht Mary ständig in Annes Schatten und wird schließlich von ihr ausgestochen, als Anne das Herz des Königs gewinnt. Dennoch findet Mary letztendlich die Kraft, sich aus dem Netz der Intrigen bei Hofe zu lösen und gemeinsam mit William Stafford ein neues Leben zu beginnen.
Der Roman wurde 2003 mit Natascha McElhone als Mary Boleyn verfilmt. 2007 drehte Justin Chadwick eine zweite, gleichnamige Verfilmung mit Scarlett Johansson als Mary Boleyn, Natalie Portman als Anne Boleyn und Eric Bana als Heinrich VIII. Der Film kam 2008 in die Kinos, unterschied sich in seiner Handlung allerdings sehr von der Romanvorlage. Unter anderem wird behauptet, dass Mary Boleyn nach Annes Tod deren Tochter Elisabeth aufzieht, was historisch nicht der Fall war.
In der ersten und zweiten Staffel der Fernsehserie Die Tudors spielte Perdita Weeks die Rolle der Mary Boleyn.